# 見せ玉
見せ玉（みせぎょく）とは、約定の意図なく特定の株式等の売買状況に関し、大量の注文を発注・取消・訂正を行いあたかも取引が活発であると見せかけ第三者の取引を誘因する注文。見せ板（みせいた）とも言う。

## 概要
例えば、ある価格帯で株を売り抜けたいとき、目標価格のやや下値に大量の買い注文を出し（見せ玉）、他の投資家がそれより高い価格で買い注文を出すことを誘い、それに売り注文をぶつけ、売り抜けたと同時に大量の買い注文をキャンセルする方法である。
これは金融商品取引法違反であり、逮捕者もいるが、実際の相場ではしばしば見受けられる行為である。約定の意思をもち大量の指し値注文を出すことで、結果として相場に買い圧力、売り圧力がかかること自体は違法ではない。しかしその圧力によって相場を変動させることを目的として注文などを利用することは違法であり（金商法159条2項1号）、また相場をくぎ付けし、固定し、又は安定させる目的で大量の注文を入れることも違法行為である（同159第3項）。
見せ玉の要件は「約定の意思がないこと」であり、目的達成と同時に見せ玉をキャンセルしていることが重要なポイントである。そこで見せ玉を、他の投資家に反対売買で約定されてもかまわないと考えて取引しているのか、約定の意思なく偽装しているかの認定が問題となる。このため、資金力の大きな仕手ほど、見せ玉の摘発は困難である。
また従来の法律では、これらの行為の「委託等若しくは受託等」を禁止しているにとどまっていたため、証券会社のいわゆる自己売買部門による同行為が事実上野放しになっているとの指摘があった。2006年7月の法改正して、見せ玉の申込み行為自体も課徴金の対象に含めるとともに、金融商品取引業者等による相場操縦行為を刑事罰と課徴金の対象として罰則を強化され、個人の場合は10年以下の懲役もしくは1000万円以下の罰金、法人の場合は7億円以下の罰金が科せられることが規定された。金融商品取引業者等の相場操縦行為等については金商法42条の2に禁止規定が設けられている。

## 主な事件
2004年11月30日、証券取引等監視委員会が、真柄建設(株)など複数銘柄に対して見せ玉をおこなった北海道釧路市の会社員を、証券取引法違反（相場操縦）の疑いで釧路地検に告発した。これは見せ玉としては初めての摘発で、ネット証券を利用した行為であった。2005年12月9日に、懲役1年6月、執行猶予3年、罰金100万円の有罪判決が下された。
2011年8月5日、証券取引等監視委員会が、2007年から2010年までの間に、GABA、大東紡織、レオパレス21など複数銘柄に対して見せ玉をおこなった福岡県のデイトレーダー(27)を、証券取引法違反（相場操縦）の疑いで福岡地方検察庁に告発した。約200万円ほどの不正な利益を得ていた。捜査関係者によると2007年ごろから見せ玉を始め、総額では3億数千万円の利益を上げていたという。

## 条文
- 証券取引法（金融商品取引法に改正、以下も同様。）第159条第2項第1号
- 証券取引法第159条第3項
- （罰則）証券取引法
  - 第197条第1項5号：十年以下の懲役若しくは一千万円以下の罰金、又はこれを併科する（行為）
  - 同197条2項：十年以下の懲役及び三千百万円以下の罰金（財産上の利益を得る目的の場合）
  - 同198条の2：上記行為により得た財産の没収
  - 同207条：法人に対しては七億円以下の罰金（両罰）
  - 同160条：損害賠償責任
- 商品先物取引法第116条
- （罰則）商品先物取引法
  - 第356条第2項：五年以下の懲役若しくは五百万円以下の罰金に処し、又はこれを併科する。
  - 同117条：損害賠償責任